# Palaeospheniscus patagonicus
A Palaeospheniscus patagonicus a madarak (Aves) osztályának pingvinalakúak (Sphenisciformes) rendjébe, ezen belül a pingvinfélék (Spheniscidae) családjába és a Palaeospheniscinae alcsaládjába tartozó fosszilis faj.
A Palaeospheniscus pingvinnem típusfaja.

## Tudnivalók
A Palaeospheniscus patagonicus a kora miocén korszak idején élt, ott ahol manapság Argentína van. Maradványait a Chubut tartományban levő Trelew és Gaiman városok mellett találták meg; mindkét lelőhely az úgynevezett Patagonian Molasse-formációnak része. A faj néhány tucat kövületből ismert.
Az állat 65-75 centiméter magas lehetett, körülbelül akkora mint egy modern pápaszemes pingvin (Spheniscus demersus).
Egyes őslénykutatók, a Palaeospheniscus wimani nevű taxont a Palaeospheniscus patagonicus szinonimájának vélik.

### Fordítás
- Ez a szócikk részben vagy egészben  a   Palaeospheniscus patagonicus című angol Wikipédia-szócikk ezen változatának fordításán alapul.  Az eredeti cikk szerkesztőit annak laptörténete sorolja fel. Ez a jelzés csupán a megfogalmazás eredetét és a szerzői jogokat jelzi, nem szolgál a cikkben szereplő információk forrásmegjelöléseként.